# Hugh Allen
Sir Hugh Percy Allen (Reading, 23 dicembre 1869 – Oxford, 20 febbraio 1946) è stato un compositore inglese.

## Biografia
Il suo talento musicale fu evidente fin dalla tenera età, e a 11 anni era organista della chiesa parrocchiale locale. Vinse una borsa di studio presso il Christ's College (Cambridge), laureandosi nel 1895. Divenne organista della Cattedrale di St Asaph e poi per la Cattedrale di Ely, prima di diventare organista del New College, nel 1901.
Nel 1907 fu nominato direttore del Bach Choir di Londra e nel 1913 ha condiviso il Leeds Festival con Artur Nikisch ed Edward Elgar. Nel 1928 aiutò William Walton nelle sue composizioni.
Nel 1918 Walter Parratt si dimise dalla cattedra di musica a Oxford e Allen gli succedette. Ma quando Hubert Parry morì Allen è stato nominato direttore del Royal College of Music di Londra, ma mantenne il suo incarico al New College.
Ci fu un incremento degli iscritti da 200 a 600 studenti e consolidò l'alleanza tra il Royal College e la Royal Academy of Music.

## Morte
Si ritirò dal college nel 1937, ma i suoi anni di lavoro si sono concretizzati nel 1944 quando Oxford fondò una facoltà di musica.
Il 17 febbraio 1946, Allen è stato investito da un motociclista a Oxford, e tre giorni dopo morì al Radcliffe Infirmary all'età di 76 anni.